# Рейнольдс, Джонатан
Джонатан Нил Рейнольдс (англ. Jonathan Neil Reynolds; род. 28 августа 1980, Хоутон-ле-Спринг, Тайн-энд-Уир) — британский политик, член Лейбористской и Кооперативной партий. Министр внешней торговли и председатель Торгового совета с 5 июля 2024 года, теневой министр предпринимательства и торговли (2023—2024).

## Биография
Окончил университет Манчестера.
В 2007 году избран от Лейбористской партии муниципальным депутатом боро Теймсайд Большого Манчестера.
По итогам парламентских выборов 2010 года стал депутатом Палаты общин Великобритании от манчестерского округа Стейлибридж и Хайд.
Занимал должность парламентского личного секретаря теневого министра углеродной нейтральности и энергетики в теневом кабинете Эда Милибэнда.
15 сентября 2015 года при формировании теневого кабинета Джереми Корбина назначен теневым младшим министром железнодорожного транспорта.
6 января 2016 года вышел из теневого правительства Корбина, не согласившись с его кадровыми решениями в ходе перестановок в теневом кабинете — в частности, с увольнением теневого министра по делам Европы Пэта Макфаддена.
8 октября 2016 года вернулся в теневое правительство на младшую министерскую должность теневого экономического секретаря Казначейства.
6 апреля 2020 года при формировании теневого правительства Кира Стармера назначен теневым министром труда и пенсий.
29 ноября 2021 года перемещён на должность теневого министра предпринимательства и промышленной стратегии.
4 сентября 2023 года в ходе серии кадровых перестановок в теневом кабинете назначен теневым министром предпринимательства и торговли.
5 июля 2024 года получил портфель министра внешней торговли в лейбористском правительстве Стармера, сформированном после поражения консерваторов на парламентских выборах.